# In the Hands of the Prophets
"In the Hands of the Prophets" és el vintè i últim episodi de la sèrie de televisió de ciència-ficció estatunidenca Star Trek: Deep Space Nine, emès durant la primera temporada. Originalment es va emetre en redifusió a partir del 21 de juny de 1993. L'episodi va ser dirigit per David Livingston en base a un guió de Robert Hewitt Wolfe.
Ambientada al segle XXIV, la sèrie segueix les aventures a Espai Profund 9, una estació espacial situada prop d'un forat de cuc estable entre els Quadrants Alfa i Gamma de la Via Làctia, prop del planeta Bajor, mentre els bajorans es recuperen d'una brutal ocupació de dècades pels imperialistes cardassians. En aquest episodi, la fricció augmenta quan el clergue bajorà Vedek Winn (Louise Fletcher) arriba a l'estació i troba la mestra d'escola Keiko O'Brien (Rosalind Chao) ensenyant als nens bajorans que els seus déus són simplement "extraterrestres del forat de cuc".
La història revisita els temes religiosos introduïts a "Emissary", l'estrena de la sèrie. "In the Hands of the Prophets" ofereix un enfocament més profund en la política i la religió bajoranes i destaca el que passa quan els valors i les creences d'una cultura s'imposen a una altra. L'episodi presenta les primeres aparicions de Louise Fletcher i Philip Anglim en els seus papers recurrents com a Vedek Winn i Vedek Bareil. 8,8 milions de persones van veure l'episodi en la seva primera emissió, la xifra més baixa de qualsevol episodi de primera emissió durant la primera temporada. La recepció de la crítica a l'episodi va ser positiva, amb Fletcher i Avery Brooks rebent elogis per les seves actuacions.

## Argument
El cap Miles O'Brien (Colm Meaney) acompanya la seva dona Keiko (Rosalind Chao) a l'escola on ensenya als estudiants de l'estació. Parlen de la cultura bajorana, un tema que Miles va aprendre de Neela (Robin Christopher), la seva assistent bajorana. A l'escola, Keiko ensenya a la seva classe sobre la ciència del forat de cuc bajorà i els extraterrestres que hi viuen. Aquest punt de vista científic és diferent de l'enfocament religiós adoptat pels bajorans, que creuen que el forat de cuc és el llegendari Temple Celestial habitat pels seus "Profetes", als quals adoren com a déus. La seva classe és interrompuda per un dels líders espirituals de Bajor, Vedek Winn (Louise Fletcher). Winn qüestiona per què Keiko no ensenya religió bajorana a la seva classe. Després, Keiko informa de l'incident al comandant Benjamin Sisko (Avery Brooks). Quan Sisko pregunta a Winn sobre la disputa, ella diu que hi pot haver conseqüències si Keiko es nega a ensenyar religió. Mentrestant, Miles descobreix que falta una eina d'enginyeria important, però es distreu quan ell i Neela descobreixen les restes d'una insígnia de la Flota Estel·lar.
Fora de l'escola, Winn i un grup de bajorans protesten pels mètodes d'ensenyament de Keiko. Winn ofereix a Keiko una solució: tot el que ha de fer és simplement deixar d'ensenyar sobre el forat de cuc. Quan Keiko es nega a acceptar la proposta de Winn, Winn porta els pares bajorans a treure els seus fills de l'escola. Sisko visita Vedek Bareil (Philip Anglim), un clergue bajorà més progressista, per demanar consell sobre el problema. Bareil s'oposa als punts de vista de Winn, però no pot donar suport a Sisko, ja que intenta convertir-se en el proper Kai, el líder de la religió bajorana. Sisko torna a DS9 i demana ajuda a la major Kira Nerys (Nana Visitor), la seva primera oficial bajorana, però ella també es nega a ajudar. Mentrestant, el cap de seguretat Odo (René Auberjonois) i el doctor Julian Bashir (Alexander Siddig) acaben d'investigar les restes de l'alferes de la Flota Estel·lar que Miles i Neela van trobar abans. Descobreixen que l'alferes va ser assassinat per un faser quan es va adonar que algú estava manipulant els controls de seguretat del Runabout.
Més tard, es produeix una explosió dins de l'escola buida, destruint-la. Sisko s'enfronta a Winn, culpant les seves accions d'augmentar el risc de violència a l'estació. Neela es reuneix amb Winn, revelant que ambdues havien estat treballant juntes. Informa a Winn que el seu pla d'escapada amb el Runabout ja no funcionarà. Winn li diu a Neela que continuï amb el pla, fins i tot si això significa que Neela s'ha de sacrificar. Bareil arriba a l'estació per ajudar, i al mateix temps, Miles i la tinent Jadzia Dax (Terry Farrell) descobreixen un subprograma ocult a l'ordinador de l'estació creat per Neela. El programa controla un retard temporitzat dels camps de força que van des del passeig fins als Runabouts. Alerten a Sisko, que és a prop, just quan Bareil i Winn comencen a dirigir-se a una multitud de bajorans al passeig. Sisko busca entre la multitud just a temps per veure Neela aixecant el seu faser cap a Bareil. Sisko derroca Neela a terra i salva la vida de Bareil. Kira suggereix que l'intent d'assassinat va ser planejat per Winn per assegurar la seva posició com a nova Kai, però Neela insisteix que treballava sola. Kira més tard es disculpa amb Sisko i està d'acord amb el seu sentiment anterior sobre les accions de Winn.

## Actors convidats
- Louise Fletcher - Winn Adami
- Philip Anglim - Vedek Bareil
- Rosalind Chao - Keiko O'Brien[1]
- Robin Christopher - Neela

## Producció

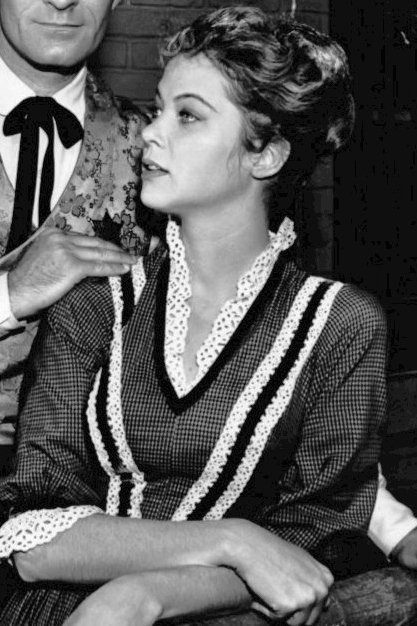
"In the Hands of the Prophets" va suposar el debut de Louise Fletcher.

Abans del guió de "In the Hands of the Prophets", es va proposar un crossover amb el repartiment de Star Trek: La nova generació per al final de temporada. Tanmateix, aquesta idea es va abandonar a favor d'un episodi que acabés la temporada amb una nota religiosa similar a "Emissary", l'estrena de la sèrie. Durant l'escriptura de l'episodi, el productor executiu Michael Piller estava preocupat que no fos tan bo com l'episodi anterior, "Duet". Ira Steven Behr va atribuir això com un repte per a l'equip de guionistes que va millorar l'episodi. "Ens va donar encara més gra per al molí que 'Duet', i junts van proporcionar un gran cop doble fins al final de la primera temporada", va recordar Behr.
L'episodi va marcar el debut de Philip Anglim com a Vedek Bareil i Louise Fletcher com a Vedek Winn. Bareil i Winn es van convertir en personatges recurrents durant la resta de la sèrie. Fletcher va ser coneguda sobretot per interpretar el paper de Nurse Ratched a Algú va volar sobre el niu del cucut (1975), pel qual va rebre l’Oscar a la millor actriu, el Globus d'Or a la millor actriu en una pel·lícula dramàtica i el BAFTA a la millor actriu principal. No va haver de llegir per al paper de Vedek Winn, ni estava familiaritzada amb la sèrie Star Trek ni amb el seu llegat abans d'acceptar el paper. Robin Christopher fa la seva aparició en aquest episodi per segona i última vegada com a Neela, després d'haver aparegut per primera vegada a l'episodi anterior, "Duet".
"In the Hands of the Prophets" és el tercer episodi dirigit per David Livingston. Amb un pressupost més gran que la majoria dels altres episodis de la primera temporada, Livingston va utilitzar més extres que li van permetre crear escenes de multitud més grans. El primer rodatge en exteriors de Livingston va tenir lloc durant l'escena del santuari de Bareil a Bajor. Rodada en exteriors a Fern Dell a Griffith Park, Los Angeles, Livingston va tenir dificultats per rodar l'escena a causa de la densitat del fullatge i l'accés a la vall. Aquesta mateixa ubicació va aparèixer anteriorment a les escenes de l’holocoberta utilitzades a "Trobada a Farpoint", l'episodi pilot de La nova generació.
Filmada a escala real, l'explosió de l'escola va utilitzar plaques de guix a l'interior del decorat per protegir-lo del foc. El supervisor d'efectes físics Gary Monak va supervisar l'explosió. La destrucció va sorprendre el repartiment, ja que estaven més acostumats als efectes òptics a la sèrie. El dissenyador de vestuari Robert Blackman va crear els vestits de Vedek. Els membres de la tripulació van suggerir que Blackman va basar els seus barrets Vedek en la forma de l'Òpera de Sydney, però Blackman va negar que el disseny fos deliberat.

## Temes
"In the Hands of the Prophets" és el primer episodi de la sèrie que examina el conflicte entre elements de la religió bajorana i el secularisme de la Flota Estel·lar. L'escriptor Robert Hewitt Wolfe diu que l'episodi manté la consistència de la visió de Gene Roddenberry per a Star Trek:
| « | No tinc cap discussió amb algú que tingui una creença fonamentalista en el cristianisme, l'islam, el judaisme, el budisme o qualsevol altra cosa, però tinc una seriosa objecció a què la gent intenti imposar els seus valors a altres persones. I d'això tracta aquest episodi. Ningú té dret a obligar ningú a creure les coses que creu. Aquesta és una de les coses boniques de la visió de Gene Roddenberry de l'IDIC (Diversitat Infinita en Combinacions Infinites), i aquesta era una de les coses que realment volíem recalcar aquí. Sisko fa tot el possible per no imposar els seus valors als bajorans, però Vedek Winn està decidida a imposar els seus valors a tothom. | » |

L'episodi va mostrar la reticència de Sisko a acceptar la seva posició com a figura religiosa dins de la cultura bajorana. Aquest tema es va explorar per primera vegada a "Emissary", el pilot de la sèrie. El tema recurrent de la política i la religió bajoranes va començar amb "In the Hands of the Prophets" i va recórrer la resta de la sèrie. Wolfe va ser criat com a catòlic i atribueix el tema religiós de l'episodi a aquesta influència, així com al seu interès per la història. Compara la intriga religiosa de la història del catolicisme al segle XV i al XVI, una època en què membres de diverses famílies lluitaven pel poder per convertir-se en Papa. Quan se li va demanar que descrigués el personatge de Winn, Louise Fletcher va dir: "Imagineu-vos el Papa a l'espai, excepte que és com un Papa antic, dels vells temps en què els papes eren despietats i poderosos i exercien els seus poders i lluitaven guerres i feien tota mena de coses entremaliades".
Matt Rorie a Screened.com va dir que els escriptors van examinar la política de la religió bajorana "plantant bajorans pietosos però de ment oberta com Kira contra la majoria ortodoxa, intolerant i fonamentalista, representada per Kai Winn, que estava disposada a bombardejar escoles i intentar assassinar els seus rivals polítics per mantenir-se al poder". Zack Handlen a la seva crítica de The A.V. Club va comparar les accions de l'episodi amb les "batalles ideològiques [que] es lliuren sobre el que és apropiat a l'aula" als Estats Units.

## Recepció
"In the Hands of the Prophets" es va emetre per primera vegada en redifusió el 20 de juny de 1993. Va rebre una índex d'audiència Nielsen de 8,8 milions, cosa que el va situar en cinquè lloc de la franja horària. Va ser l'episodi menys vist de la primera temporada durant la seva emissió inicial. Aquesta qualificació va ser una lleugera disminució respecte a l'episodi "Duet" de la setmana anterior, que va rebre una qualificació de 8,9 milions.
Diversos crítics van tornar a veure l'episodi després del final de la sèrie. El 2012, Zack Handlen va fer una crítica de l'episodi per a The A.V. Club, assenyalant que, tot i que l'episodi no va ser subtil, va fer "una bona feina expandint el món de la sèrie i jugant amb els corrents subterranis i els temes que s'han incorporat al llarg de la primera temporada de DS9. Va descriure Winn com "l'enemic més inquietant, una veritable creient la fe de la qual no li impedeix la manipulació i l'engany". Handlen va descriure el personatge de Vedek Winn com a "fantàstic" i va ser en general positiu sobre el repartiment, dient que "Avery Brooks té una presència tremenda i una veu fantàstica" i "Nana Visitor és genial com sempre". Suggereixen que l'episodi "tracta essencialment sobre els conflictes que sorgeixen entre cultures, fins i tot quan tothom té les millors intencions".
En fer una ressenya de l'episodi per a TrekNation, Michelle Green va escriure que l'episodi era "bastant fantàstic" quan el va veure originalment. En tornar-lo a veure anys més tard, va pensar que havia millorat encara més. Green va descriure l'episodi com "una història sense embuts sobre la hipocresia dels líders religiosos que sembla menys influenciada pel Judici Scopes que pels polítics creacionistes contemporanis". Va descriure Fletcher com una de les seves actrius preferides i va pensar que va interpretar Vedek Winn com la germana gran de la infermera Ratched d'"Algú va volar sobre el niu del cucut".
Jamahl Epsicokhan de Jammer's Reviews va dir que hi havia molta trama per cobrir a l'episodi i que els fils es van unir amb èxit. Va destacar Avery Brooks per elogis, però va pensar que hi havia diverses actuacions destacades del repartiment. Epsicokhan va donar a l'episodi una puntuació de 3,5/4 i va pensar que demostrava la direcció que la sèrie pretenia prendre.
El 2013, Keith DeCandido per a Tor.com va donar a l'episodi una puntuació de 7 sobre 10 i va elogiar l'actuació de Fletcher, qualificant-la de "deliciosament malvada". Va pensar que Anglim va fer una de les seves millors actuacions com a Vedek Bareil i que el discurs de Brooks a Fletcher al final de l'episodi estava particularment ben fet.
El 2015, Geek.com va recomanar aquest episodi com a "imprescindible" per a la seva guia abreujada de marató de sèries de Star Trek: Deep Space Nine, juntament amb "Emissary", "Past Prologue", "Vortex", "Battle Lines", i "Duet" de la primera temporada. El 2020, io9 va incloure aquest com un dels episodis "imprescindibles" de la sèrie.

## Llançament en mitjans domèstics
"In the Hands of the Prophets" es va publicar per primera vegada com a casset de dos episodis VHS juntament amb "Duet" al Regne Unit el 10 de gener de 1994. Es va publicar un sol episodi als Estats Units i al Canadà el 8 de juliol de 1997. Es va publicar en DVD com a part de la primera temporada el 3 de juny de 2003.
Aquest episodi es va tornar a publicar el 2017 en DVD amb la caixa completa de la sèrie, que tenia 176 episodis en 48 discs.